# Charles L. Burrill

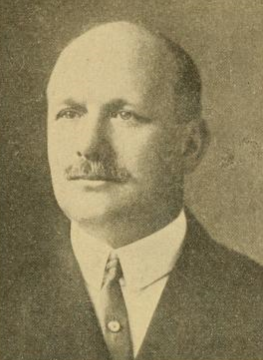
Charles L. Burrill

Charles Lawrence Burrill (* 3. Januar 1862 in Boston, Massachusetts; † 15. September 1931 ebenda) war ein US-amerikanischer Bankier, Politiker (Republikanische Partei) und von 1915 bis 1920 State Treasurer von Massachusetts.

## Leben
Charles L. Burrill wurde am 3. Januar 1862 in Boston geboren und besuchte die dortige English High School. Er arbeitete später als Bankier. Zwischen 1897 und 1900 war er Mitglied des Schulausschusses von Boston. 1913 kandidierte Charles L. Burrill erstmals für das Amt des Treasurer and Receiver-General von Massachusetts, aber verlor mit 35 Prozent gegen den Demokraten Frederick Mansfield, der 39 Prozent holte. Die Progressive Party erreichte 1914 ebenfalls 20 Prozent der Stimmen – größtenteils von republikanischen Wählern. 1914 trat Burrill erneut an und schlug den Amtsinhaber Mansfield mit 46 Prozent der Stimmen. Er hatte sein Amt bis Anfang 1920 unter den Gouverneuren David I. Walsh, Samuel W. McCall und Calvin Coolidge inne. 1920 bewarb er sich in den Vorwahlen um die Nominierung für das Amt des Vizegouverneurs, aber landete mit 25,1 Prozent der Stimmen auf dem dritten Platz hinter Joseph E. Warner (27,9 Prozent) und Alan T. Fuller (28,3 Prozent). Im selben Jahr war er außerdem Delegierter der Republican National Convention. Von 1923 bis 1925 war Charles L. Burrill gewähltes Mitglied des Governor’s Council. 1925 bewarb sich Burrill erfolglos um das Bürgermeisteramt von Boston. Ein zweites Mal kandidierte Burrill 1928 als Vizegouverneur und scheiterte mit 6,2 Prozent bzw. dem sechsten Platz erneut in den Vorwahlen. 1930 scheiterte er mit 19,9 Prozent der Stimmen in der Vorwahl des State Treasurer knapp gegen Fred J. Burrell, der 20,8 Prozent erhielt. Charles L. Burrill starb am 15. September 1931 im Alter von 69 Jahren in Boston und wurde auf dem Pine Grove Cemetery in Lynn bestattet.